# Alfred Vander Stegen
Alfred Théodore Marie Vander Stegen (Gent, 26 januari 1869 – aldaar, 7 januari 1959) was een Belgisch liberaal politicus.

## Levensloop
Hij was de zoon van industrieel Henri Vander Stegen en Rosa De Cavel. Aan de Universiteit van Gent behaalde hij het diploma van burgerlijk ingenieur bruggen en wegen. Vervolgens ging hij als ingenieur werken bij Werkhuizen Van de Kerchove, waar hij later tevens afgevaardigd beheerder en voorzitter van de raad van beheer werd. Hierdoor werd hij ook actief als beheerder en industrieel: zo was hij lid van de raad van beheer van de Linière des Flandres en van de NMBS en werd hij in 1934 de voorzitter van de raad van beheer van het bedrijf dat ontstond uit de fusie van de Société d'Electricité et de Mécanique en Werkhuizen Van de Kerchove. Verder was hij actief binnen diverse werkgeversverenigingen en overlegorganen.
Vander Stegen trad als voorstander van het algemeen stemrecht toe tot de Liberale Partij. Voor deze partij werd hij in december 1907 gemeenteraadslid van Gent. Na de Eerste Wereldoorlog werd hij in 1918 schepen en bleef dit tot in 1921, waarna hij in 1921 Emile Braun opvolgde als burgemeester van de stad. Dit mandaat oefende hij officieel uit tot 1946. In 1947 stopte hij eveneens als gemeenteraadslid van Gent en verliet de politiek.
Hij werd eveneens lid van het nationaal partijbureau van de Liberale Partij en de voorzitter van de Vereniging van Belgische Steden en Gemeenten. Tevens zetelde hij van 1936 tot 1946 voor het arrondissement Gent in de Belgische Senaat.
Vander Stegen zag Henri Story, vanaf 1936 de voorzitter van de Gentse liberalen, als zijn opvolger als burgemeester van Gent. Het plan was dat Story Vander Stegen zou opvolgen als burgemeester, maar tijdens de Tweede Wereldoorlog werd Story in 1943 gearresteerd en op transport gezet naar Duitsland waar hij in december 1944 stierf in een concentratiekamp. Tijdens deze oorlog verving de bezetter Vander Stegen door VNV-lid Hendrik Elias. Na de Bevrijding, waren officieel de vooroorlogse burgemeesters nog zetelend, maar Vander Stegen was te ziek om de functie te kunnen uitoefenen en werd de socialist Edward Anseele jr. waarnemend burgemeester tot in 1946.
Aangezien Vander Stegen officieel 25 jaar burgemeester was (1921-1946), werd hem aangeboden baron te worden. Hij weigerde het, omdat hij vond dat een adellijke titel niet strookte met zijn liberale ideaal van gelijkheid.

## Publicaties
- La défense du littoral belge, Brussel, 1891.
- Le Port de Gand, Brussel, 1932.